# Dijon Thompson
Dijon Lynn Thompson (ur. 23 marca 1983 w Los Angeles) – amerykański koszykarz występujący na pozycjach rzucającego obrońcy oraz niskiego skrzydłowego.

## Osiągnięcia
Stan na 1 stycznia 2018, na podstawie, o ile nie zaznaczono inaczej.
NCAA
- Uczestnik:
  - rozgrywek NCAA Sweet Sixteen (2002)
  - turnieju NCAA (2002, 2005)
- Zaliczony do I składu konferencji PAC 10 (2005)

Drużynowe
- Mistrz:
  - Niemiec (2008)
  - Ukrainy (2009)
- Wicemistrz ligi VTB/Rosji (2014)
- Zdobywca 
  - pucharu:
    - Ukrainy (2009)
    - Ligi Izraelskiej (2009)
    - Rosji (2011)

  - superpucharu Cypru (2016)
- 4. miejsce w Pucharze Niemiec (2008)
- Uczestnik TOP 16:
  - Euroligi (2009)
  - Eurocup (2012)

Indywidualne
- MVP kolejki D-League (11.12.2007)
- Zaliczony do:
  - I składu Eurocup (2014)
  - II składu Eurocup (2010)
  - All-NBA Development League Honorable Mention Team (2007)
- Uczestnik:
  - D-League All-Star Game (2007)
  - meczu gwiazd ligi ukraińskiej (2009)
- Lider VTB w przechwytach (2017)